# Route nationale inter-états 6
Pour les articles homonymes, voir Route nationale 6.
La route nationale inter-états 6 (RNIE 6) est une route béninoise allant de la frontière togolaise à la frontière nigériane, en passant par Djougou, Parakou et Nikki. Sa longueur est de 296 km.

## Tracé
- Togo N16
- Département de Donga
  - Ouaké
  - Djougou
- Département de Borgou
  - Bétérou
  - Parakou
  - Pèrèrè
  - Nikki
- Nigeria A7